# Congresso nazionale armeno (1917)
Il Congresso nazionale armeno (o Congresso degli armeni orientali) fu un congresso politico istituito per fornire rappresentanza agli armeni dell'Impero russo. Si riunì per la prima volta al Teatro Artistico di Tbilisi l'11 ottobre 1917 [il 28 settembre 1917 secondo il calendario giuliano]. La sua formazione fu stimolata dalle opportunità offerte dalla rivoluzione russa agli armeni (e ad altre minoranze etniche in Russia) verso la fine della prima guerra mondiale.

## Membri
Il congresso era composto da 204 membri provenienti da tutto l'Impero russo, con solo i bolscevichi armeni che si rifiutarono di prendervi parte per ragioni ideologiche. Fu dominato dal Partito Dashnak.
La composizione lungo le linee del partito era la seguente:
- Dashnak: 113 rappresentanti
- Populisti : 43 rappresentanti
- Socialisti Rivoluzionari: 23 rappresentanti
- Socialdemocratici: 9 rappresentanti
- Nessun partito: 7 rappresentanti
- C'era anche un piccolo numero di rappresentanti dell'Armenia occidentale, tra cui Andranik Ozanian.

## Funzionamento
Dal momento che nella provincia armena di Yerevan non esisteva un vero governo, il Congresso nazionale armeno funse da governo per la provincia. Secondo Richard Hovannisian, il Congresso fu "il più completo raduno armeno orientale dalla conquista russa della Transcaucasia". Gli obiettivi immediati del Congresso erano quelli di ideare una strategia per lo sforzo bellico, fornire assistenza ai rifugiati e fornire autonomia locale a varie istituzioni gestite dagli armeni in tutto il Caucaso. Il Congresso chiese anche la militarizzazione del fronte del Caucaso. Il Congresso nazionale armeno sostenne le politiche del governo provvisorio russo riguardo alla guerra e suggerì anche di ridisegnare i confini provinciali lungo linee etniche. Il Congresso fu determinante per la secolarizzazione delle scuole armene e la nazionalizzazione delle scuole secondarie armene.
Il Congresso si riunì per 18 sessioni prima di sciogliersi il 26 ottobre 1917 [il 13 ottobre 1917 secondo il calendario giuliano].

## Eredità
Prima di sciogliersi, il Congresso creò un'Assemblea nazionale di 35 membri per fungere da organo legislativo per gli armeni nell'impero russo. Creò anche un organo esecutivo di 15 membri chiamato Consiglio nazionale armeno, guidato da Avetis Aharonian. Questo consiglio alla fine dichiarò l'indipendenza per la Prima Repubblica d'Armenia guidata da Aram Manukian nel maggio 1918.